# Ludovic Stefano
Ludovic Stefano est un footballeur français né le 6 août 1976 à Menton (Alpes-Maritimes). Son poste de prédilection était défenseur.

## Biographie
Formé à l'OGC Nice, il apparaît dans le groupe professionnel en 1996. Il joue son premier match en Division 1, le 26 février 1996, lors de la rencontre Nice - Cannes (1-2)
Il joue quelques matchs en championnat la saison suivante, ainsi que deux matchs de Coupe de France, mais il ne fait pas partie du groupe remportant la Coupe de France en 1997. L'OGC Nice est relégué la saison suivante en Division 2. 
Stefano en profite pour s'imposer en défense et dispute la Coupe des Coupes. Cependant, avec le remplacement de Sylvester Takac par Michel Renquin, il ne fait plus que de très brèves apparitions. En 1998, il quitte le Gym pour signer au Rapid de Menton, club amateur où il joue jusqu'en 2008. 
Il met en terme à sa carrière et prend le poste d'entraîneur de l'équipe de Contes en DH. En 2010, il revient au Rapid de Menton et occupe le poste d'entraîneur adjoint.

## Carrière

### Joueur
- 1995-1998 :  OGC Nice
- 1998-2008 :  Rapid de Menton

### Entraîneur
- 2008-2010 :  Contes
- 2010-? :  Rapid de Menton (adjoint)

## Statistiques
- 14 matchs en Division 1
- 19 matchs en Division 2
- 3 matchs en Coupe d'Europe des vainqueurs de coupe lors de l'année 1997

## Référence
1. ↑  http://www.actufoot06.com/article.php?id=6905